# Francis Casement
Francis Casement, britanski general, * 1881, † 1967.